# Habitat for Humanity International
Habitat for Humanity International (рус. Среда обитания для человечества, также HFHI и просто Habitat for Humanity) — международная неправительственная некоммерческая организация, основанная в 1976 году, занимающаяся главным образом строительством простого и доступного жилья для бедных и бездомных во всем мире. Международная штаб-квартира расположена в г. Америкус, Джорджия, США, а административная штаб-квартира — в Атланте. Существует пять региональных офисов, расположенных по всему миру: в США и Канаде, Африке и на Ближнем Востоке (находится в Претории, ЮАР); Азиатско-Тихоокеанском регионе (Бангкок, Таиланд); Европе и Центральной Азии (Братислава, Словакия); и Латинской Америке и Карибском бассейне (Сан-Хосе, Коста-Рика). HFHI имеет примерно 1700 отделений в США и 550 отделений в почти 100 странах мира, организация построила более 300 тысяч домов по всему миру посредством мобилизации граждан страны, где происходит строительство, и американских волонтёров.
Журнал Forbes разместил Habitat for Humanity International на 14-м месте в списке 50 крупнейших благотворительных организаций США в 2013 году с показателями эффективности фандрайзинга 83 % и общей выручкой 1,492 млрд долларов.
На уровне сообщества офисы HFHI действуют в партнёрстве и от имени Habitat for Humanity International. Филиалы и национальные ведомства координируют все аспекты строительства домов в их районе, в том числе: финансовые, выбор площадки для стройки, привлечённые партнёры, отбор и поддержка семей, ипотека и т. д.
С момента своего основания в 1976 году, HFHI помог более чем 4 млн человек в строительстве, реконструкции или сохранении жилья, что делает организацию одной из крупнейших строительных компаний в США (26 место в списке строителей жилья в США (в том числе и коммерческих компаний) по версии Professional Builder), и одной из крупнейших некоммерческих строительных компаний в мире.
Строительство домов членами HFHI происходит без добавления прибавочной стоимости, без взимания процентов, и финансируется оборотными средствами фонда, пожертвованиями и выплатами от заселившихся домовладельцев.

## История
В 1960-х среди христиан-экуменистов в штате Джорджия возникла идея постройки домов для бездомных. В 1968 году Миллард и Линда Фуллеры организовали фонд Fund for Humanity, и за следующие пять лет построили два дома — один в округе Самтер (штат Джорджия), другой — в Заире. В 1976 году была организована и зарегистрирована некоммерческая организация Habitat for Humanity International. В конце 1980-х годов организация безуспешно пыталась обустроить в бывшем здании отеля Гюйон доступное жильё.

## Направления деятельности
HFHI занимается пятью основными направлениями:
- Строительство жилья. Организация строит, реконструирует и ремонтирует жильё с помощью собственников жилья, их семей, добровольцев и пожертвований в виде денег и материалов.
- Энергоэффективность жилья. Считается, что 25-40 % от всей энергии, используемой в Европе и Центральной Азии, потребляют домохозяйства, и большая часть этой энергии расходуется на отопление в зимние месяцы. Из-за плохой изоляции много энергии тратится впустую.
- Микрофинансирование. Три миллиарда человек живёт менее чем на $2,5 в день. Только около 20 % домашних хозяйств в развивающихся странах имеют доступ к официальным финансовым сектором, а остальные не имеют доступа к кредитам, сбережениям и ипотеке.
- Реагирование на стихийные бедствия. HFHI сосредотачивает усилия на жилищных потребностях, возникающих в результате природных бедствий и чрезвычайных ситуаций. После того, как гуманитарные организации завершают работу по оказанию чрезвычайной помощи, потребность в качественном жильё по-прежнему существует в течение долгих месяцев и лет.
- Помощь уязвимым группам. Уязвимые группы часто сталкиваются с нищетой и социальным отторжением, даже в развитых странах Европы. Целые населённые пункты зачастую лишены возможностей и вытолкнуты на обочину общества[8].